# AEK Larnaca
El AEK Larnaca (en griego: Αθλητική Έvωση Κιτίου Λάρνακας, Athlitikí Énosi Kítion Lárnakas, "Asociación Atlética Kition Lárnaca") es un club deportivo de Chipre de la ciudad de Lárnaca. Fue fundado en 1994 por la fusión de otros dos clubes de la ciudad: el EPA y el Pezoporikos. Tiene diferentes secciones (fútbol masculino, baloncesto masculino, baloncesto femenino y voleibol femenino). La sección de fútbol juega en la Primera división de Chipre.
Los colores del club son el verde y el amarillo y en su escudo figura Cimón de Atenas, que murió en alta mar defendiendo la ciudad de Citio (la actual Lárnaca) del ataque de los Persas, en una importante batalla alrededor del 450 a. C. Cimón ordenó a sus oficiales que, en caso de que muriera, mantuvieran la noticia en secreto. Es por ello que el lema Και Νεκρος Ενικα (Incluso en la muerte salió victorioso) hace referencia a él.

## Historia

### Fútbol
El AEK Larnaca FC ganó su primer y único título en 2004, al conseguir la Copa de Chipre derrotando al AEL Limassol por dos goles a uno. Llegaron dos veces más la final de la Copa, pero en ambas ocasiones fueron derrotados por el APOEL FC, en 1996, (2-0 en la prórroga), y, en 2006, 3-2. Cabe reseñar que los dos clubes que se fusionaron dando lugar al AEK lograron diversos trofeos. Por ejemplo, el EPA Larnaca consiguió una supercopa, 5 copas y 3 ligas.
En la temporada 2011-2012 se clasificó para la UEFA Europa League, después de pasar 3 eliminatorias y venciendo al Rosenborg en el último partido. En 2019 se ha clasificado para la previa de UEFA Champions League.

### Baloncesto masculino
En su primer año de existencia, quedó segundo y, la temporada siguiente, tercero. Desde entonces y hasta el año 2000 el equipo consiguió mantenerse en la primera división a pesar de los problemas económicos, pero en 2001, por insuficiencia de fondos, el club dejó de competir. Este parón duró un año, comenzando de nuevo en la temporada siguiente en Segunda división, ganándola y haciendo doblete (copa y liga) en la temporada 2003/04. Al año siguiente, vuelve a descender, para, justo después, conseguir otro nuevo doblete.

### Baloncesto femenino
Esta sección ganó en 2010 la Copa y la Supercopa y en 2011, la liga.

### Voleibol
Sólo un año después de la creación del AEK, la sección de voleibol llegó a la final de Copa, pero la perdió por 3-0 frente al AEL Limassol. Idéntica situación se vivió en 2006, cuando perdió por el mismo resultado y contra el mismo equipo, pero, como el AEL Limassol había hecho doblete, las chicas de Lárnaca pudieron disputar la Supercopa contra él. En esta tercera final, el club consiguió su primer trofeo, al vencer por 3-1 en el Lefkotheo Indoor Hall, en Nicosia. En 2007 la sección hizo doblete, ganando copa y liga, ambas contra el mismo rival, el AEL Limassol.

## Uniforme
- Uniforme titular: Camiseta amarilla, pantalón amarillo, medias amarillas.
- Uniforme alternativo: Camiseta verde, pantalón verde, medias verdes.
- Tercer uniforme: Camiseta blanca, pantalón negro, medias balancas.

## Estadio

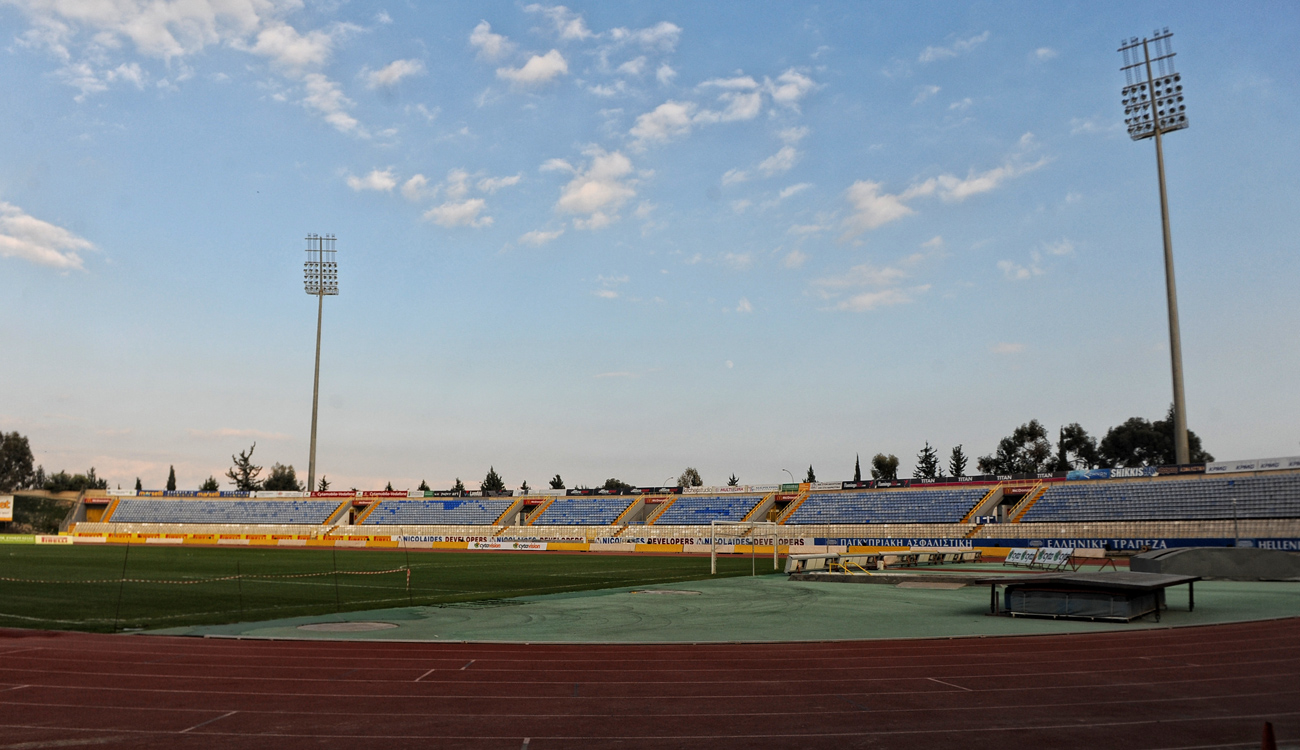
Estadio GSZ

El Estadio GSZ está ubicado en Lárnaca y tiene una capacidad para más de 13 000 espectadores. 
Desde 2016 utiliza el nuevo estadio AEK Arena - Georgios Karapatakis con capacidad para 7.400 espectadores.

## Datos del equipo de fútbol
- Temporadas en Primera División: 23
- Temporadas en Segunda División: 0
- Mayor goleada conseguida: 8:0 a  Floriana FC el 14/07/2011 por la UEFA Europa League.
- Mejor puesto en la liga: 2
- Peor puesto en la liga: 9
- Máximo goleador:  Ivan Trickovski con 47 goles.

## Palmarés

### Torneos nacionales
- Copa de Chipre (3): 2004, 2018, 2025
- Supercopa de Chipre (1): 2018

## Participación en competiciones de la UEFA
| Temporada | Torneo                 | Ronda            | Club                     | Casa       | Visita | Global      |
| --------- | ---------------------- | ---------------- | ------------------------ | ---------- | ------ | ----------- |
| 1996–97   | UEFA Cup Winners' Cup  | Clasificatoria   | Kotayk Abovian           | 5–0        | 0–1    | 5–1         |
| 1996–97   | UEFA Cup Winners' Cup  | 1                | Barcelona                | 0–0        | 0–2    | 0–2         |
| 2004–05   | UEFA Cup               | Clasificatoria 2 | Maccabi Petah Tikva      | 3–0        | 0–4    | 3–4         |
| 2011–12   | UEFA Europa League     | Clasificatoria 2 | Floriana                 | 1–0        | 8–0    | 9–0         |
| 2011–12   | UEFA Europa League     | Clasificatoria 3 | Mladá Boleslav           | 3–0        | 2–2    | 5–2         |
| 2011–12   | UEFA Europa League     | Play-off         | Rosenborg                | 2–1        | 0–0    | 2–1         |
| 2011–12   | UEFA Europa League     | Grupo J          | Maccabi Haifa            | 2–1        | 0–1    | 4º Lugar    |
| 2011–12   | UEFA Europa League     | Grupo J          | Steaua Bucureşti         | 1–1        | 1–3    | 4º Lugar    |
| 2011–12   | UEFA Europa League     | Grupo J          | Schalke 04               | 0–5        | 0–0    | 4º Lugar    |
| 2015–16   | UEFA Europa League     | Clasificatoria 3 | Bordeaux                 | 0–1        | 0–3    | 0–4         |
| 2016-17   | UEFA Europa League     | Clasificatoria 1 | Folgore                  | 3–0        | 3-1    | 6-1         |
| 2016-17   | UEFA Europa League     | Clasificatoria 2 | Cliftonville             | 2–0        | 3–2    | 5–2         |
| 2016-17   | UEFA Europa League     | Clasificatoria 3 | Spartak                  | 1–1        | 1–0    | 2–1         |
| 2016-17   | UEFA Europa League     | Playoff          | Slovan Liberec           | 0–1        | 0–3    | 0-4         |
| 2017-18   | UEFA Europa League     | Clasificatoria 1 | Red Imps                 | 5-0        | 1-1    | 6-1         |
| 2017-18   | UEFA Europa League     | Clasificatoria 2 | Cork City                | 1-0        | 1-0    | 2-0         |
| 2017-18   | UEFA Europa League     | Clasificatoria 3 | Dinamo Minsk             | 2-0        | 1-1    | 3-1         |
| 2017-18   | UEFA Europa League     | Playoff          | FC Viktoria Plzen        | 0-0        | 1-3    | 1-3         |
| 2018-19   | UEFA Europa League     | Clasificatoria 2 | Dundalk                  | 4–0        | 0–0    | 4–0         |
| 2018-19   | UEFA Europa League     | Clasificatoria 3 | Sturm Graz               | 5–0        | 2–0    | 7–0         |
| 2018-19   | UEFA Europa League     | Playoff          | Trenčín                  | 3–0        | 1–1    | 4–1         |
| 2018-19   | UEFA Europa League     | Grupo A          | Zürich                   | 0–1        | 2–1    | 3º Lugar    |
| 2018-19   | UEFA Europa League     | Grupo A          | Bayer Leverkusen         | 1–5        | 2–4    | 3º Lugar    |
| 2018-19   | UEFA Europa League     | Grupo A          | Ludogorets               | 1–1        | 0–0    | 3º Lugar    |
| 2019-20   | UEFA Europa League     | Clasificatoria 1 | Petrocub Hîncești        | 1–0        | 1–0    | 2–0         |
| 2019-20   | UEFA Europa League     | Clasificatoria 2 | Levski Sofia             | 3–0        | 4–0    | 7–0         |
| 2019-20   | UEFA Europa League     | Clasificatoria 3 | Gent                     | 1–1        | 0–3    | 1–4         |
| 2022-23   | UEFA Champions League  | Clasificatoria 2 | Midtjylland              | 1-1 (t.e.) | 1-1    | 2-2 (3-4 p) |
| 2022-23   | UEFA Europa League     | Clasificatoria 3 | Partizán de Belgrado     | 2-1        | 2-2    | 4-3         |
| 2022-23   | UEFA Europa League     | Playoff          | SC Dnipro-1              | 3-0        | 2-1    | 5-1         |
| 2022-23   | UEFA Europa League     | Grupo B          | FC Dinamo Kiev           | 3-3        | 1-0    | 3° Lugar    |
| 2022-23   | UEFA Europa League     | Grupo B          | Rennes                   | 1-2        | 1-1    | 3° Lugar    |
| 2022-23   | UEFA Europa League     | Grupo B          | Fenerbahçe SK            | 1-2        | 0-2    | 3° Lugar    |
| 2022-23   | UEFA Conference League | Knockout Round   | SC Dnipro-1              | 1-0        | 0-0    | 1-0         |
| 2022-23   | UEFA Conference League | 1/16             | West Ham United          | 0-2        | 0-4    | 0-6         |
| 2023-24   | UEFA Conference League | Clasificatoria 2 | FC Torpedo-BelAZ Zhodino | 1-1        | 3-2    | 4-3         |
| 2023-24   | UEFA Conference League | Clasificatoria 3 | Maccabi Tel Aviv FC      | 1-1        | 0-1    | 1-2         |
| 2024–25   | UEFA Conference League | Clasificatoria 2 | Paks                     | 0-2        | 0–3    | 0-5         |